# Micromus oblongus
Micromus oblongus is een insect uit de familie van de bruine gaasvliegen (Hemerobiidae), die tot de orde netvleugeligen (Neuroptera) behoort. 
Micromus oblongus is voor het eerst wetenschappelijk beschreven door Kimmins in 1935.